# Лучкино (Большесельский район)
Лучкино — деревня в Большесельском районе Ярославской области России.
В рамках административно-территориального устройства относится к Новосельскому сельскому округу Большесельского района, в рамках организации местного самоуправления включается в Большесельское сельское поселение.

## География
Деревня находится в центральной части области, в зоне хвойно-широколиственных лесов, на правом берегу реки Койки, при автодороге 78Н-0070, на расстоянии примерно 16 километров (по прямой) к северо-западу от Большого Села, административного центра района. Абсолютная высота — 114 метров над уровнем моря.

### Климат
Климат характеризуется как умеренно континентальный, с коротким, относительно тёплым летом и продолжительной многоснежной умеренно холодной зимой. Среднегодовая температура воздуха +3…+5 °C. Средняя температура воздуха самого холодного месяца (января) −12…−10,5 °C; самого тёплого месяца (июля) +17,5…+18,5 °C. Вегетационный период длится около 123 дней. Годовое количество атмосферных осадков составляет 500—600 мм, из которых большая часть выпадает в тёплый период. Снежный покров держится в среднем 150 дней.

### Часовой пояс
Лучкино, как и вся Ярославская область, находится в часовой зоне МСК (московское время). Смещение применяемого времени относительно UTC составляет +3:00.

## Население
| 2007 | 2010 |
| ---- | ---- |
| 1    | →1   |